# Sant’Erasmo
Sant’Erasmo – wyspa położona na wschód od historycznego centrum Wenecji w Północnych Włoszech. Jest drugą co do wielkości po Wenecji. Znajduje się w samym centrum trójkąta, jaki tworzą wyspy: Murano, Burano oraz przylądek Punta Sabbioni.
Wyspa administracyjnie należy do Municipalità di Venezia-Murano-Burano, należąc jednocześnie do tzw. Parco della Laguna.
Wyspa stanowi tradycyjny ogród dla metropolii. Uprawiane są przede wszystkim karczochy, szparagi oraz osty. Najbardziej zamieszkaną część wyspy stanowią okolice jedynego na wyspie kościoła dedykowanego Chrystusowi Królowi. To część od strony Laguny Weneckiej. Na wyspie otwarty jest niewielki supermarket, bar-pizzeria, restauracja, hotel, szkoła podstawowa i przedszkole.

## Zabytki
- Torre Massimiliana (Wieża Maksymiliana) − fort wzniesiony w latach 1843-1844 na południowym krańcu wyspy, otoczona fosą[4]. Pierwszy fort powstał tu w XVI wieku, a po upadku Republiki Weneckiej Francuzi wybudowali tu nowy fort w latach 1811-1814. Po upadku cesarza Napoleona Bonaparte nowy fort polecił zbudować w latach 1843-1844 znany fortyfikator arcyksiążę Maksymilian Habsburg-Este jako stanowisko dla 13 dział. Fort był używany przez armię włoską jeszcze w czasach I wojny światowej.
- Kościół Chrystusa Króla z 1929, parafialny, wybudowany według projektu Brenno Del Giudice, we wnętrzu znajduje się obraz Męczeństwo św. Erazma, pochodzący ze szkoły Tintoretta[5]

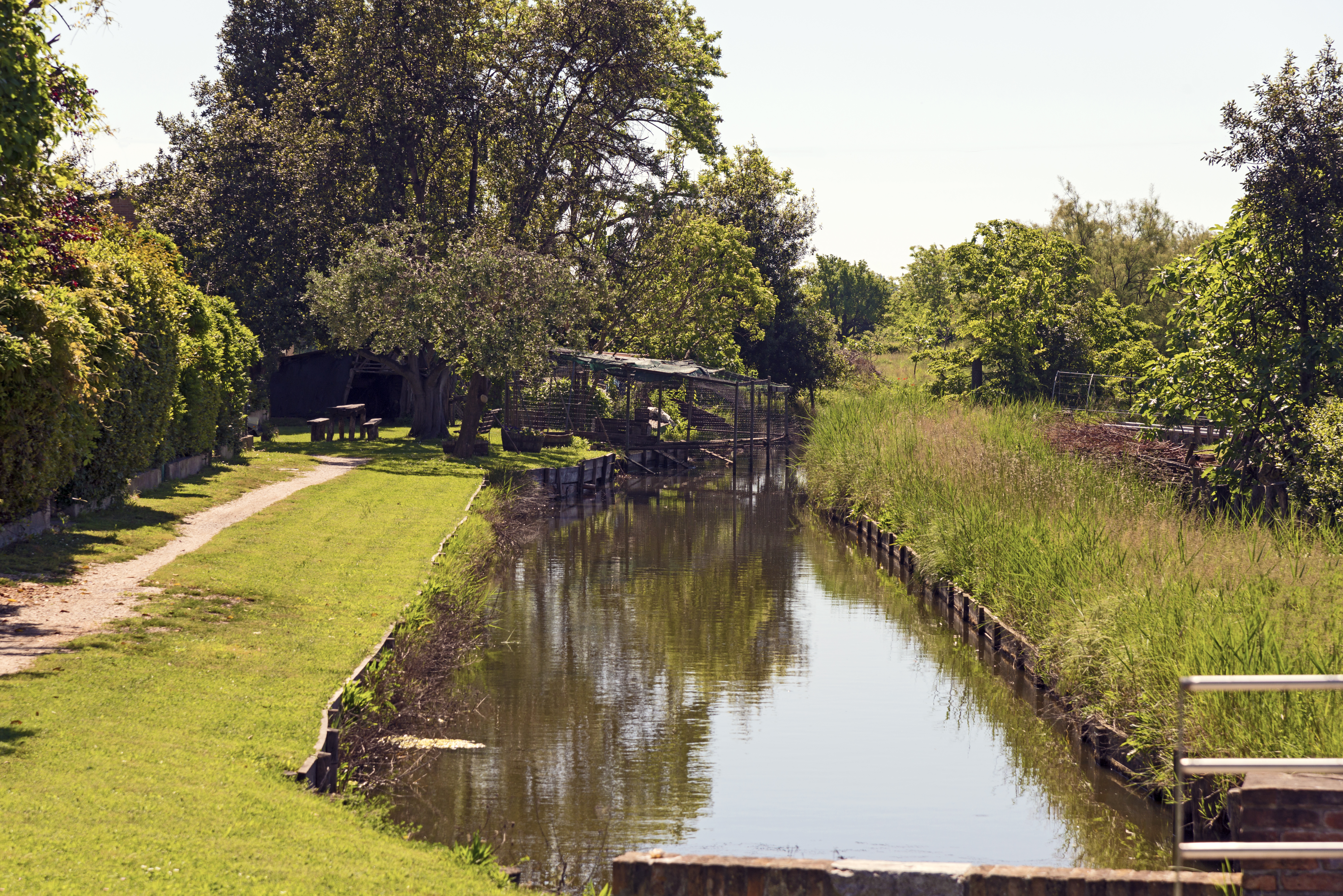
Kanały, brązowe i wąskie, Wyspa.
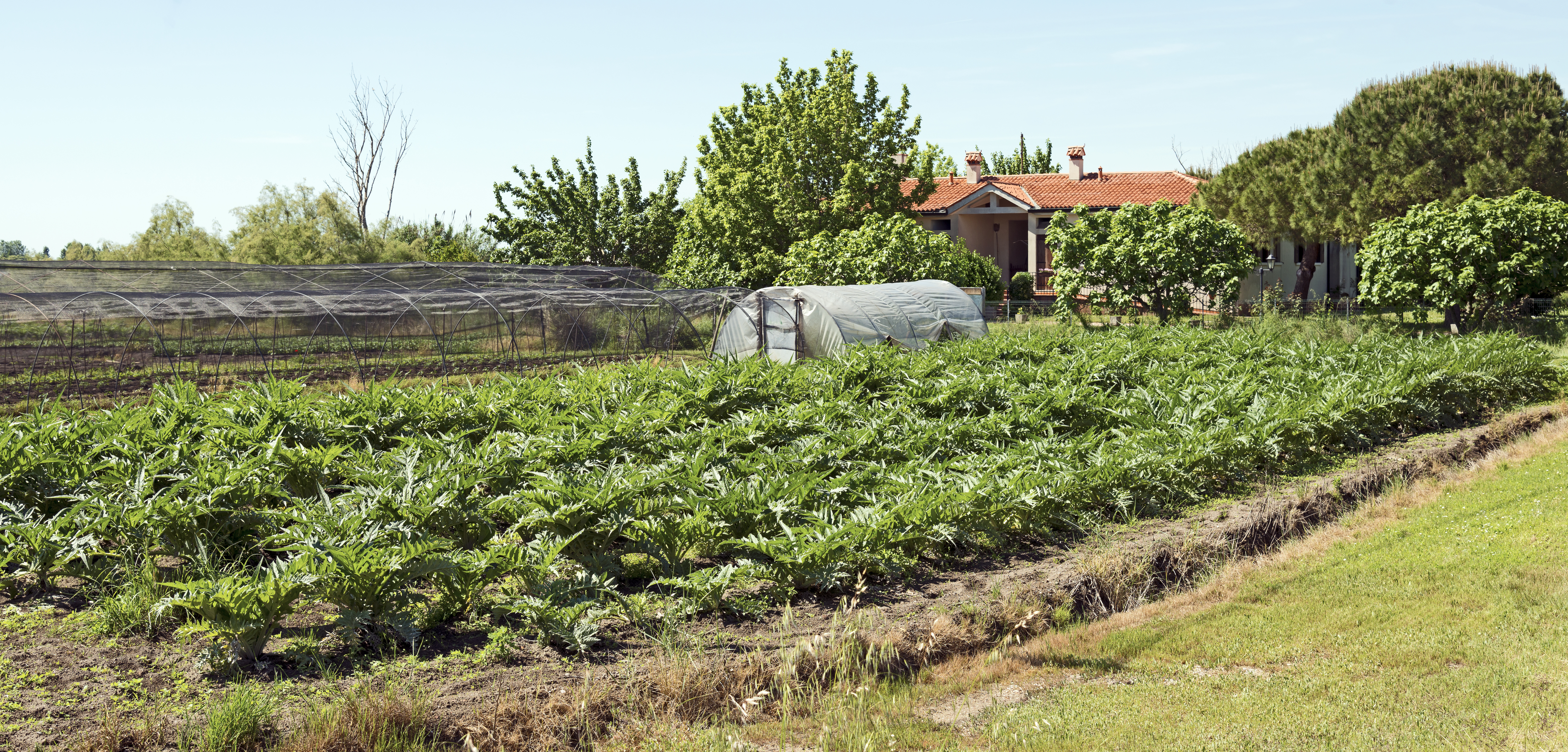
Plantacje karczochów.
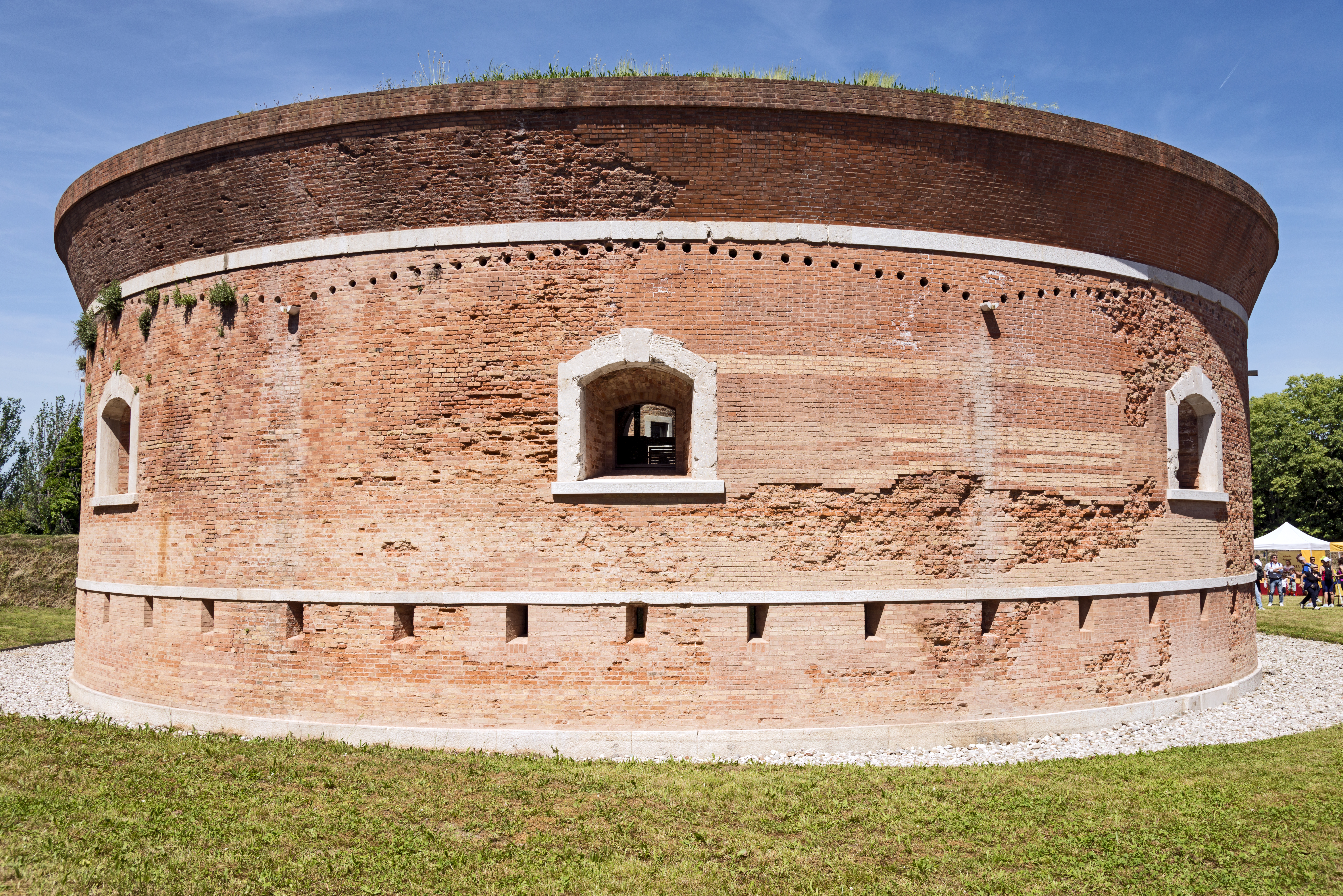
Wieża maksymiliańska

## Komunikacja
Na wyspie znajduje się przystanki vaporetto, weneckiego tramwaju wodnego (linia 13, Sant’Erasmo Capannone, Sant’Erasmo Chiesa, Sant’Erasmo Punta Vela).